# Aeshna meruensis
Aeshna meruensis је инсект из реда Odonata. 

## Угроженост
Ова врста је наведена као последња брига, јер има широко распрострањење и честа је врста.

## Распрострањење
Ареал врсте је ограничен на мањи број држава. 
Врста има станиште у Кенији, Танзанији и Уганди.

## Станиште
Станишта врсте су саване и слатководна подручја. 